# El Tejocotal
El Tejocotal är en ort i Mexiko.   Den ligger i kommunen Acaxochitlán och delstaten Hidalgo, i den sydöstra delen av landet, 130 km nordost om huvudstaden Mexico City. El Tejocotal ligger 2 142 meter över havet och antalet invånare är 861.
Terrängen runt El Tejocotal är lite bergig. Runt El Tejocotal är det ganska tätbefolkat, med 155 invånare per kvadratkilometer. Närmaste större samhälle är Huauchinango, 8,4 km öster om El Tejocotal. I omgivningarna runt El Tejocotal växer i huvudsak blandskog.